# جيمس إي. باكستون
جيمس إي. باكستون (بالإنجليزية: James E. Paxton)‏ هو محامي أمريكي، ولد في 19 ديسمبر 1963 في مقاطعة ماديسون في الولايات المتحدة.